# Telegram (album)
Pour les articles homonymes, voir Telegram.
Albums de Björk
Post
(1995) Homogenic
(1997)
Telegram  est un album de remix de la chanteuse islandaise Björk sorti en 1996.

## Liste des pistes
1. Possibly maybe (Lucy) 3 min 02 s
2. Hyperballad (Brodsky quartet) 4 min 20 s
3. Enjoy (Outcast) 4 min 19 s
4. My spine (Evelyn Glennie) 2 min 33 s
5. I miss you (Dobie) 5 min 33 s
6. Isobel (Deodato) 6 min 09 s
7. You've been flirting again (Björk) 3 min 20 s
8. Cover me (Dillinja) 6 min 21 s
9. Army of Me (Graham Massey) 5 min 15 s
10. Headphones (Mika Vainio) 6 min 21 s